# 12 novembre 1942
Le jeudi 12 novembre 1942 est le 316e jour de l'année 1942.

## Naissances
- Alena Nádvorníková, poétesse tchèque
- Dobromir Zhechev, joueur de football bulgare
- Jean Bengué (mort le 27 avril 2015), homme politique africain
- Leif Holmqvist, gardien de but suédois de hockey sur glace
- Paulinho da Viola, auteur, compositeur, interprète brésilien
- Pierre de Savoye, personnalité politique canadienne

## Décès
- Elmer Niklander (né le 19 janvier 1890), athlète finlandais, spécialiste des lancers
- Joseph de Belcastel (né le 1er octobre 1860), personnalité politique française
- Laura Hope Crews (née le 12 décembre 1879), actrice américaine
- Philadelphia Jack O'Brien (né le 17 janvier 1878), boxeur américain

## Événements
- Fin de la bataille de Koli Point
- Le Generalplan Ost commence à toucher la population polonaise de la région de Zamość d’où 110 000 personnes seront déportées soit vers des camps, soit vers l’Allemagne ; 30 000 enfants seront arrachés à leur famille pour être germanisés au sein de familles allemandes